# Караполці
Кара́полці (болг. Караполци) — село в Софійській області Болгарії. Входить до складу общини Єлин Пелин.

## Населення
За даними перепису населення 2011 року у селі проживали 105 осіб, з них 104 особи (99,0%) — болгари.
Розподіл населення за віком у 2011 році:
Динаміка населення: